# Шартава, Жиули Калистратович
Жиули Калистратович Шартава (груз. ჟიული კალისტრატეს ძე შარტავა; 7 марта 1944 — 27 сентября 1993) — грузинский государственный деятель, председатель Совета обороны и Совета министров Абхазской Автономной Республики.

## Биография
Родился 7 марта 1944 в Сухуми. По образованию — инженер.
С 1960 года — рабочий санэпидстанции, сборщик Тбилисского завода «Электропускатель», С 1964 г. — заместитель секретаря, секретарь комитета комсомола политехнического института. C 1969 г. — первый секретарь Орджоникидзевского райкома комсомола г. Тбилиси, второй секретарь Тбилисского горкома комсомола. С 1973 г. — второй секретарь, затем первый секретарь ЦК ЛКСМ Грузии. C 1980 г. — заведующий отделом пропаганды и агитации ЦК КП Грузии.
В 1992 году был избран депутатом парламента Грузии. В конце июля 1993 года, в ходе Грузино-абхазской войны 1992—1993 годов, Эдуардом Шеварднадзе был назначен председателем прогрузинского Совета Министров Абхазской Автономной Республики с местом работы в Сухуми.
27 сентября 1993 года во время наступления абхазских войск на Сухуми, Шартава, находившийся в своём рабочем кабинете в Сухуми вместе с мэром Гурамом Габискирия и другими сотрудниками аппарата, был взят в плен кабардинским отрядом, а затем по дороге в Гудауту убит абхазскими вооружёнными формированиями, по другим данным — растерзан разъярённой толпой. В 2004 году ему было посмертно присвоено звание Национального героя Грузии.
Похоронен в Тбилиси в Сабурталинском пантеоне.

## Память
Именем Жиули Шартавы названы улица в Тбилиси (район Сабуртало) и проспект в Батуми, на проходящей по этому проспекту Аллее Героев установлен памятник.

## Литертатура
- Депутаты Верховного Совета Грузинской ССР, десятый созыв : [Биогр. справочник]. — Тбилиси : Сабчота Сакартвело, 1981. — 446 с. : портр.; 22 см